# Edwardsia finmarchica
Edwardsia finmarchica is een zeeanemonensoort uit de familie Edwardsiidae.
Edwardsia finmarchica is voor het eerst wetenschappelijk beschreven door Carlgren in 1921.